# 小山雄輝
小山 雄輝（こやま ゆうき、1988年12月5日 - ）は、愛知県知多市出身の元プロ野球選手（投手）。右投右打。

## 経歴

### プロ入り前
少年時代は中日ドラゴンズのファンで、小学校5年生で野球を始めた。知多市立八幡中学校出身で、小中学校の先輩（4学年上）には浅尾拓也（元中日）がいるほか、中学の先輩には伊藤敦規（元阪神タイガースなど）・山﨑武司（元中日・東北楽天ゴールデンイーグルスなど）がいる。県立大府高校時代はエースとして2年秋に愛知県大会優勝を果たしたが、甲子園出場は無し。
関東地方の強豪大学からも勧誘されたが、体育の教員免許を取得するために天理大学へ進学。大学時代は2年次の春に遊撃手へコンバートされるが、同年夏に就任した中村良二監督の下で投手とし再起。3年次の春は抑えとして一部リーグ復帰に貢献。4年次には中村監督が招いた山崎慎太郎臨時コーチと投球フォーム改造に取り組み、春季はエースとして4勝をマークし初のベストナインに輝いた。秋季はチームは最下位ながら5勝を記録し敢闘賞を受賞した。阪神大学1部リーグ戦での通算成績は25試合登板し、11勝9敗、防御率1.32、126奪三振。
本格派の右腕として読売ジャイアンツ、阪神、広島東洋カープなど複数球団の注目を集め、2010年のプロ野球ドラフト会議にて読売ジャイアンツから4位指名を受ける。天理大からは初のドラフト指名選手となった。11月に契約金4500万円、年俸720万円で仮契約し、背番号は94に決まった。

### 巨人時代
2011年4月30日の横浜ベイスターズ戦で公式戦初登板し、先発として4回を2失点であった。3度目の先発となった同年5月14日の広島戦でも5回をもたずに降板し、翌日に一軍登録を抹消され、残りのシーズンは二軍で過ごし、最終的に登板3試合で勝敗は付かなかった。
2012年春先に「第二の二軍」を経験した後、イースタン・リーグで先発投手として防御率1点台後半と成長を見せる。先発して初めて5イニングを投げきった8月8日の阪神戦では勝敗がつかなかったが、8月31日の横浜戦で7回を3安打無失点に抑え、通算7度目の先発にしてプロ入り初勝利を挙げた。最終的に10試合で2勝2敗・防御率1.87という成績を残した。11月に開催されたアジアシリーズでは初戦のパース・ヒート戦に先発し、6回途中1失点で勝負はつかなかった。
2013年7月14日の中日戦でシーズン初先発し、6回1失点と好投したが勝ち星は挙げられなかった。ローテーションの谷間で5回の先発機会を得て、全体でも10試合に登板したがこの年は勝ち星は挙げられなかった。ポストシーズンは中継ぎ要員としてベンチ入り。楽天との日本シリーズ第3戦では序盤で降板した先発の杉内俊哉に代わって登板し、3回1/3を無失点に抑えた。
2014年6月8日の千葉ロッテマリーンズ戦ではプロ初完投勝利を挙げるなどセ・パ交流戦で3勝を挙げチームの交流戦優勝に貢献する。そのままシーズン最後まで先発ローテーション入りし自己最多の16試合に登板し6勝を記録した。本拠地・東京ドームでは無敗だった。クライマックスシリーズはチームが3連敗を喫して後がなくなった第4戦に先発した。東京ドーム無敗の小山への期待が高まるも初回に一死1.二塁のピンチで好調の4番・マウロ・ゴメスを三振に打ち取るも続く5番・マット・マートンに3ラン本塁打、福留孝介にソロ本塁打を打たれて4失点を喫すると2回には一死二塁から西岡剛に2点本塁打を打たれ、1回1/3を6失点でKOされ降板した。そしてそのままチームは敗れクライマックスシリーズ敗退となった。小山にとってもこの年唯一の東京ドームでの黒星となった。オフの11月7日に、「日本プロ野球80周年記念試合」の阪神・巨人連合に阪神の梅野隆太郎と共に追加メンバーとして選出された。
2015年はわずか7試合しか登板できず2年ぶりの一軍未勝利で終わった。
2016年は初の先発無しの僅か9試合に留まったが、二軍では抑えにも起用され4セーブを挙げた。同年12月4日、東北楽天ゴールデンイーグルスの柿澤貴裕との交換トレードが両球団より発表された。

### 楽天時代
2017年4月1日のオリックス・バファローズ戦で1回2失点、4月5日の福岡ソフトバンクホークス戦では2回5失点、4月26日のロッテ戦では2/3回を投げ1失点など、リリーフとして失点を重ねて5月15日に登録抹消。5月21日に一軍登録され、2試合を投げ無失点も6月2日に登録抹消され、シーズンを終えた。
2018年は一軍登板がなく、10月1日に球団から戦力外通告を受けた。同月17日をもって現役引退を決断し、19日に任意引退公示された。

### 引退後
2019年からは古巣巨人の球団職員になることをSNSで公表した。ファン事業部に配属され、イベントの企画・運営や、選手のファンサービスの手伝いなどを担当している。

## 選手としての特徴・人物
187cmの長身からオーバースローで投げ下ろす最速150km/hのストレートを軸とし、カーブで緩急をつけ、フォークを決め球とする。フォークは、カウントを取るスプリット系と握りが深い決め球になるフォークと2種類を投げ分ける。2013年のオフにはカットボールを習得し、春季キャンプでは同年にFA移籍してきた大竹寛からシュートを伝授された。2016年の秋季キャンプでは新たにチェンジアップも挑戦した。
スパイクには、人に感謝する気持ちを忘れないようにと、右足には父、左足には母の名前から一文字ずつ取った漢字が刺繍されている。
2018年1月に一般女性と結婚している。

## 詳細情報

### 年度別投手成績
| 年 度     | 球 団     | 登 板 | 先 発 | 完 投 | 完 封 | 無 四 球 | 勝 利 | 敗 戦 | セ 丨 ブ | ホ 丨 ル ド | 勝 率 | 打 者 | 投 球 回 | 被 安 打 | 被 本 塁 打 | 与 四 球 | 敬 遠 | 与 死 球 | 奪 三 振 | 暴 投 | ボ 丨 ク | 失 点 | 自 責 点 | 防 御 率 | W H I P |
| --------- | --------- | ----- | ----- | ----- | ----- | -------- | ----- | ----- | -------- | ----------- | ----- | ----- | -------- | -------- | ----------- | -------- | ----- | -------- | -------- | ----- | -------- | ----- | -------- | -------- | ------- |
| 2011      | 巨人      | 3     | 3     | 0     | 0     | 0        | 0     | 0     | 0        | 0           | .000  | 59    | 13.0     | 14       | 0           | 7        | 0     | 1        | 8        | 0     | 0        | 5     | 5        | 3.46     | 1.62    |
| 2012      | 巨人      | 10    | 6     | 0     | 0     | 0        | 2     | 2     | 0        | 1           | .500  | 168   | 43.1     | 29       | 1           | 11       | 0     | 0        | 28       | 3     | 0        | 11    | 9        | 1.87     | 0.92    |
| 2013      | 巨人      | 10    | 5     | 0     | 0     | 0        | 0     | 2     | 0        | 1           | .000  | 150   | 35.0     | 34       | 4           | 15       | 0     | 1        | 31       | 4     | 0        | 17    | 15       | 3.86     | 1.40    |
| 2014      | 巨人      | 16    | 16    | 1     | 0     | 0        | 6     | 2     | 0        | 0           | .750  | 390   | 93.1     | 85       | 7           | 28       | 2     | 3        | 71       | 5     | 0        | 27    | 25       | 2.41     | 1.21    |
| 2015      | 巨人      | 7     | 2     | 0     | 0     | 0        | 0     | 1     | 1        | 2           | .000  | 68    | 15.2     | 18       | 2           | 7        | 0     | 0        | 10       | 2     | 0        | 7     | 7        | 4.02     | 1.64    |
| 2016      | 巨人      | 9     | 0     | 0     | 0     | 0        | 0     | 1     | 0        | 1           | .000  | 58    | 13.0     | 15       | 1           | 5        | 1     | 0        | 12       | 0     | 0        | 7     | 7        | 4.85     | 1.54    |
| 2017      | 楽天      | 5     | 0     | 0     | 0     | 0        | 0     | 0     | 0        | 0           | .---  | 32    | 5.2      | 11       | 0           | 5        | 0     | 1        | 4        | 0     | 0        | 8     | 7        | 11.12    | 2.82    |
| 通算：7年 | 通算：7年 | 60    | 32    | 1     | 0     | 0        | 8     | 8     | 1        | 5           | .500  | 925   | 219.0    | 206      | 15          | 78       | 3     | 6        | 164      | 14    | 0        | 82    | 75       | 3.08     | 1.30    |

### 表彰
- 月間アットホームヒーロー賞：1回（2014年6月[29]）

### 記録
投手記録
- 初登板・初先発登板：2011年4月30日、対横浜ベイスターズ2回戦（横浜スタジアム）、4回2失点で勝敗つかず
- 初奪三振：同上、1回裏にターメル・スレッジから空振り三振
- 初勝利・初先発勝利：2012年8月31日、対横浜DeNAベイスターズ17回戦（東京ドーム）、7回無失点
- 初ホールド：2012年9月27日、対広島東洋カープ24回戦（MAZDA Zoom-Zoom スタジアム広島）、5回裏に2番手で救援登板、2回無失点
- 初完投・初完投勝利：2014年6月8日、対千葉ロッテマリーンズ3回戦（東京ドーム）、9回1失点6奪三振
- 初セーブ：2015年8月19日、対阪神タイガース19回戦（東京ドーム）、6回表に3番手で救援登板、4回無失点

打撃記録
- 初安打：2012年8月31日、対横浜DeNAベイスターズ17回戦（東京ドーム）、5回裏に国吉佑樹から中前安打
- 初打点：2016年6月18日、対千葉ロッテマリーンズ2回戦（東京ドーム）、2回裏にジェイソン・スタンリッジから中前適時打

### 背番号
- 94（2011年 - 2012年）
- 59（2013年 - 2016年）
- 63（2017年 - 2018年）

### 登場曲
- 「ウクイウタ」かりゆし58（2011年 - 2013年）
- 「スターラブレイション」ケラケラ（2013年 - ）